# Georges Couthon

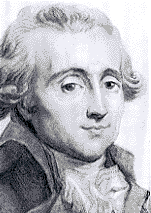
Georges Auguste Couthon

Georges Auguste Couthon, född 22 december 1755 i Orcet, Puy-de-Dôme, Frankrike, död 28 juli 1794 i Paris, var en fransk revolutionspolitiker.
Couthon var ursprungligen ämbetsman i Clermont, och invaldes 1791 i lagstiftande församlingen, 1792 i konventet. Han väckte i den förra församlingen uppseende genom avancerade tänkesätt och förslag, och deltog i den senare i utarbetandet av 1793 års författning. 1793-1794 var han medlem av välfärdsutskottet, och stod här troget vid Robespierres sida. Tillsammans med denne kämpade han ivrigt för införandet av en dyrkan av "kunskapen" som ett högsta väsen. Han delade Robespierres öde vid statskuppen den 9 thermidor 1794, och avrättades.